# Bulbophyllum denticulatum
Bulbophyllum denticulatum là một loài phong lan thuộc chi Bulbophyllum.